# Wings over America
Wings over America è il primo album dal vivo dei Wings. Fu registrato in varie occasioni durante il tour mondiale del gruppo tra il 1975 e il 1976.

## Descrizione

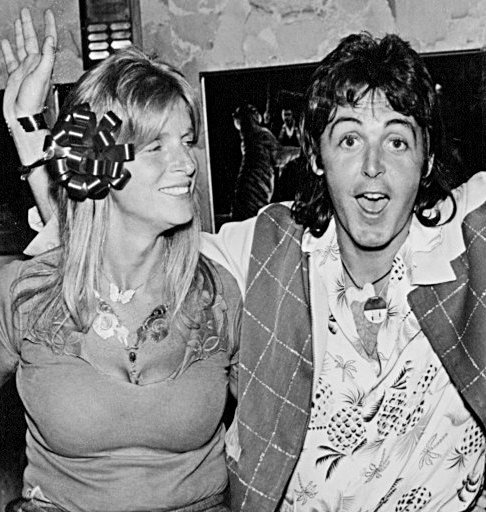
Paul e Linda McCartney nel 1976 durante il tour Wings Over America

Originariamente, Wings over America doveva essere solo un doppio LP, ma venne deciso di farlo diventare un triplo album a causa dell'enorme contemporaneo successo che stava riscuotendo un bootleg intitolato Wings From The Wings, pubblicato in vinile rosso, bianco e blu, contenente registrazioni live del 23 giugno 1976 al Forum di Inglewood, in California. Per questo McCartney decise di pubblicare un triplo LP con la registrazione del concerto completo, incluso il brano Go Now di Denny Laine, che risaliva a quando egli militava nei The Moody Blues.
Compilato con le registrazioni tratte da varie esibizioni della band durante il Wings Over America Tour, Wings over America si tramutò nell'ennesimo successo commerciale per Paul McCartney e i Wings, raggiungendo il primo posto in classifica negli Stati Uniti ed in Canada a inizio 1977 (ultimo di cinque album giunti consecutivamente al numero 1 in classifica per gli Wings) e posizionandosi al numero 2 in Australia, al numero 3 in Nuova Zelanda, al numero 4 in Giappone, al numero 7 in Norvegia ed al numero 8 in Gran Bretagna vendendo milioni di copie. Le recensioni furono abbastanza buone, ma ci fu chi fece notare che le tracce registrate dal vivo, avevano subito un'ampia opera di rimaneggiamento in studio di registrazione, con abbondante uso di sovraincisioni in post-produzione. Confronti più approfonditi da parte di critici ed appassionati hanno dimostrato che il lavoro di sovraincisione non fu così pesante. Da notare è la riproposizione in concerto di brani dei Beatles da parte di McCartney per la prima volta da quando aveva lasciato il gruppo nel 1970. In particolare The Long and Winding Road viene proposta nell'arrangiamento originale "spoglio" con il quale era stata originariamente concepita la canzone, senza le odiate (da McCartney) sovraincisioni effettuate da Phil Spector durante il missaggio finale dell'album Let It Be.
Wings Over America è stato ristampato come doppio CD nel 1984 dalla Columbia Records, anche se il formato compact disc era allora ancora poco diffuso e di lì a poco Paul McCartney avrebbe lasciato la Columbia/CBS per tornare alla Capitol Records. La versione CD della Columbia andò fuori catalogo quasi subito dopo l'uscita nei negozi; mentre la versione della Capitol, pubblicata poco dopo, è molto più reperibile.
Nell'ottobre del 1999, l'album è stato pubblicato in Giappone dalla Toshiba (TOCP-65507/9), in edizione limitata di tre cd, che riportano l'originaria suddivisione dei brani in tre dischi, e la confezione che riproduce in miniatura la copertina del vinile originario. Questa edizione (usualmente conosciuta dai collezionisti come 'mini lp cd') è uscita ben presto dal catalogo ed è attualmente assai quotata presso collezionisti e amatori.
Il 14 aprile 2008, l'album è stato reso disponibile per il download digitale a pagamento sia su iTunes che su Amazon.

## Tracce
Tutti i brani sono di Paul e Linda McCartney, eccetto dove indicato.

### LP 1
Lato A
1. Venus and Mars/Rock Show/Jet – 11:15
2. Let Me Roll It – 3:40
3. Spirits of Ancient Egypt – 3:59
4. Medicine Jar – 3:57 (Jimmy McCulloch, Collin Eric Allen)

Lato B
1. Maybe I'm Amazed – 5:10 (Paul McCartney)
2. Call Me Back Again – 5:04
3. Lady Madonna – 2:09 (Lennon-McCartney)
4. The Long and Winding Road – 4:13 (Lennon-McCartney)
5. Live and Let Die – 3:07

### LP 2
Lato A
1. Picasso's Last Words – 1:55
2. Richard Cory – 1:52 (Kenny Loggins)
3. Bluebird – 3:37
4. I've Just Seen a Face – 1:49 (Lennon-McCartney)
5. Blackbird – 2:23 (Lennon-McCartney)
6. Yesterday – 1:43 (Lennon-McCartney)

Lato B
1. You Gave Me the Answer – 1:47
2. Magneto And the Titanium Man – 3:11
3. Go Now – 3:27 (Larry Banks, Milton Bennett)
4. My Love – 4:07
5. Listen to What the Man Said – 3:18

### LP 3
Lato A
1. Let 'Em In – 4:02
2. Time to Hide – 4:46 (Denny Laine)
3. Silly Love Songs – 5:46
4. Beware My Love – 4:49

Lato B
1. Letting Go – 4:25
2. Band on the Run – 5:03
3. Hi, Hi, Hi – 2:57
4. Soily – 5:10

### Edizione in CD
L'edizione comprende 2 CD.
Il primo CD contiene i brani del primo LP e le tracce 1-6 del secondo.
Il secondo CD contiene le tracce 7-11 del secondo LP e i brani del terzo.

## Formazione

### Gruppo
- Paul McCartney - voce, basso, pianoforte, chitarra acustica
- Linda McCartney - tastiera, cori
- Denny Laine - voce, cori, chitarra acustica, pianoforte, chitarra elettrica, basso
- Jimmy McCulloch - voce, cori, chitarra elettrica, basso, chitarra acustica
- Joe English - batteria, cori

### Altri musicisti
- Steve Howard - tromba, flicorno
- Tony Dorsey - trombone
- Howie Casey - sax
- Thaddeus Richard - sax, flauto, clarinetto